# Stars at Noon - Stelle a mezzogiorno
Stars at Noon - Stelle a mezzogiorno (Stars at Noon) è un film del 2022 diretto da Claire Denis.
È stato presentato in concorso al 75º Festival di Cannes, dove ha vinto il Grand Prix Speciale della Giuria.

## Trama
Trish, una giovane giornalista americana bloccata senza passaporto in Nicaragua durante un'ondata di proteste contro il governo in piena campagna elettorale, conosce un facoltoso viaggiatore inglese nel bar di un hotel. Abituata ad ottenere ciò che vuole col proprio corpo, crede di avervi trovato l'uomo perfetto per fuggire dal Paese, ma si renderà conto troppo tardi che, al contrario, sta solo entrando al suo fianco in un mondo più oscuro e pericoloso.

## Produzione
Il film è tratto dal romanzo di Denis Johnson The Stars at Noon (1986), ambientato durante la rivoluzione sandinista. La regista Claire Denis avrebbe voluto girarlo in Nicaragua, ma lo scoppio della pandemia di COVID-19 prima e la rielezione di Daniel Ortega nel 2021 dopo la repressione delle proteste contro il suo governo poi l'hanno spinta a preferirgli Panama come location delle riprese. Trovando "ridicolo provare a ricostruire in un altro Paese la rivoluzione sandinista", Denis ha cambiato l'ambientazione storica della vicenda dal 1984 del romanzo al presente.
Originariamente, Robert Pattinson avrebbe dovuto interpretare Daniel, ma è stato costretto ad abbandonare il progetto a causa degli impegni prese sul set di The Batman, venendo sostituito inizialmente da Taron Egerton e poi da Joe Alwyn.

## Distribuzione
Il film è stato presentato in anteprima il 25 maggio 2022 in concorso al 75º Festival di Cannes. In Italia è stato distribuito in streaming dal giugno 2023.

## Riconoscimenti
- 2022 - Festival di Cannes[1][4]
  - Grand Prix Speciale della Giuria
  - In concorso per la Palma d'oro